# リーチュエ
リーチュエ（学名：Kobus leche）は、哺乳綱ウシ目（偶蹄目）ウシ科ウォーターバック属に分類される偶蹄類。

## 分布
アンゴラ、コンゴ民主共和国南部、ザンビア、ナミビア、ボツワナ

## 形態
体長160-180センチメートル。尾長30-45センチメートル。肩高85-110センチメートル。体重85-139キログラム。全身は長く硬い体毛で被われる。頸部の体毛は鬣状に伸長しない。眼上部や唇、腹面、四肢上部の内側の毛衣は白い。前肢前面や後肢下部の前面（人間でいう足の甲）の毛衣は黒い。
第3-4指趾の蹄（主蹄）は細長く、広げることができる。後肢基部内側（鼠蹊腺）に臭腺がある。
オスにのみ明瞭にアルファベットの「S」字状に湾曲した細長い角がある。角長45-92センチメートル。角の表面には約20個の節がある乳頭の数は4個。
K. l. leche　アカリーチュエ
背面中央部の体毛は後方に向かって生える。背面の毛衣は赤みがかった黄褐色。
K. l. smithemani　クロリーチュエ
背面中央部の体毛は前方に向かって生える。背面の毛衣は黒い。

## 分類
- Kobus leche leche Gray, 1850 アカリーチュエ
- Kobus leche anselli Cotterill, 2005
- Kobus leche kafuensis Haltenorth, 1963
- Kobus leche smithemani (Lydekker, 1899) クロリーチュエ

### 絶滅亜種
- Kobus leche robertsi　(Rothschild, 1907)

## 生態
氾濫原、湿原などに生息する。数百頭に達する大規模な群れ（以前は数千頭に達することもあった）を形成し生活する。危険を感じると水中に逃げ込む。
食性は植物食で、草、水生植物を食べる。
繁殖形態は胎生。繁殖期になるとオスは2-3週間だけある一定地域の直径約500メートル範囲内に50-100頭が縄張りを形成して密集し、縄張り内に入ったメスと交尾する。

## 人間との関係
開発による生息地の破壊、乱獲などにより生息数は減少している。
K. l. anselli
CRITICALLY ENDANGERED (IUCN Red List Ver. 3.1 (2001))

K. l. kafuensis、K. l. smithemani クロリーチュエ
VULNERABLE (IUCN Red List Ver. 3.1 (2001))

K. l. leche アカリーチュエ
LEAST CONCERN (IUCN Red List Ver. 3.1 (2001))

K. l. robertsi
EXTINCT (IUCN Red List Ver. 3.1 (2001))